# Funhouse Tour
A Funhouse Tour Pink amerikai énekesnő negyedik koncertturnéja. A koncertekkel Funhouse című albumát népszerűsítette, bejárva Európát, Észak-Amerikát és Ausztráliát. Az énekesnő a turné keretein belül 2009. március 24-én Magyarországon a Papp László Budapest Sportarénában adott teltházas koncertet.
2009 decemberében a Billboard Online adatai alapján a turné 131 állomás alatt több, mint 100 millió dolláros bevételt és közel egymilliós nézettséget hozott. Az ausztrál szakasz az ország eddigi legnagyobb szabású turnéja volt; közel 600.000 ember volt rá kíváncsi, mintegy 50 millió dollár bevétellel.

## Háttér
A koncertkörutat 2008. október 14-én jelentették be, két héttel Pink ötödik stúdióalbumának megjelenése előtt. Az énekesnő azt nyilatkozta a turnéról: "Rendkívül izgatott vagyok, hogy újra útra kelhetek. A Funhouse Tour ötletei csak úgy kavarognak a fejemben. Ki tudja, mi lesz belőlük... és alig várom, hogy lássam".
Ez volt az énekesnő első amerikai arénaturnéja. Pink így kommentálta: "30 évet vártam erre a turnéra. Nem voltam biztos benne, hogy bárki is szeretné látni".

## Előzenekarok
- Raygun (Európa)
- Faker (Ausztrália)
- Evermore (Ausztrália)
- The Ting Tings (Észak-Amerika)

## Dallista

### Érdekességek
- Az "It's All Your Fault" a show premierjén bár előadásra került, rögtön le is került a listáról. Június 30-án Sydney-ben viszont ez a dal váltotta az "Ave Mary A"-t.
- Június 16-án Brisbane-ben a "Glitter in the Air" nem került előadásra.
- Június 20-án Melbourne-ben a "Sober" és a "Glitter in the Air" nem került előadásra.
- Augusztus 23-án Wollongongban a turné személyzete és a táncosok Michael Jackson "Thriller" című dalára rögtönöztek egy produkciót.
- Augusztus 25-én Brisbane-ben a "Dear Mr. President" került előadásra a "Crystal Ball" helyett. Az énekesnő a dalt édesapjának és vietnami veteránoknak ajánlotta.
- Október 24-én Manchesterben a "Dear Mr. President" lekerült a listáról, helyette a "Crystal Ball" lett előadva. Október 25-én a közönség szavazta meg a dalt ismét, hasonlóan később Sheffield-ben.
- Október 30-án Birminghamben a "Dear Mr. President" helyett a "Crystal Ball" került előadásra.

## Turné állomások
| Dátum                | Város            | Ország             | Helyszín                                  |
| -------------------- | ---------------- | ------------------ | ----------------------------------------- |
| Európa               |                  |                    |                                           |
| 2009. február 24.    | Nizza            | Franciaország      | Palais Nikaia                             |
| 2009. február 26.    | Antwerpen        | Belgium            | Sportpaleis                               |
| 2009. február 28.    | Rotterdam        | Hollandia          | The Ahoy                                  |
| 2009. március 1.     | Rotterdam        | Hollandia          | The Ahoy                                  |
| 2009. március 5.     | Regensburg       | Németország        | Donau Arena                               |
| 2009. március 6.     | Friedrichshafen  | Németország        | Messe Friedrichshafen                     |
| 2009. március 8.     | Oberhausen       | Németország        | König Pilsener Arena                      |
| 2009. március 9.     | Párizs           | Franciaország      | Palais Omnisports de Paris-Bercy          |
| 2009. március 12.    | Mannheim         | Németország        | SAP Arena                                 |
| 2009. március 14.    | Stuttgart        | Németország        | Hanns-Martin-Schleyer-Halle               |
| 2009. március 17.    | Lipcse           | Németország        | Arena Leipzig                             |
| 2009. március 18.    | Berlin           | Németország        | O2 World                                  |
| 2009. március 21.    | Genf             | Svájc              | SEG Geneva Arena                          |
| 2009. március 22.    | Zürich           | Svájc              | Hallenstadion                             |
| 2009. március 24.    | Budapest         | Magyarország       | Papp László Budapest Sportaréna           |
| 2009. március 25.    | Bécs             | Ausztria           | Wiener Stadthalle                         |
| 2009. március 27.    | Frankfurt        | Németország        | Festhalle                                 |
| 2009. március 28.    | Nürnberg         | Németország        | Nuremberg Arena                           |
| 2009. március 30.    | Köln             | Németország        | Lanxess Arena                             |
| 2009. április 1.     | Hamburg          | Németország        | Color Line Arena                          |
| 2009. április 2.     | Hamburg          | Németország        | Color Line Arena                          |
| 2009. április 4.     | Hannover         | Németország        | TUI Arena                                 |
| 2009. április 6.     | München          | Németország        | Olympiahalle                              |
| 2009. április 7.     | München          | Németország        | Olympiahalle                              |
| 2009. április 8.     | Dortmund         | Németország        | Westfalenhalle                            |
| 2009. április 11.    | Glasgow          | Egyesült Királyság | Scottish Exhibition and Conference Centre |
| 2009. április 12.    | Glasgow          | Egyesült Királyság | Scottish Exhibition and Conference Centre |
| 2009. április 13.    | Aberdeen         | Egyesült Királyság | Aberdeen Exhibition and Conference Centre |
| 2009. április 16.    | Birmingham       | Egyesült Királyság | National Indoor Arena                     |
| 2009. április 17.    | Birmingham       | Egyesült Királyság | National Indoor Arena                     |
| 2009. április 19.    | Dublin           | Írország           | The O2                                    |
| 2009. április 20.    | Dublin           | Írország           | The O2                                    |
| 2009. április 22.    | Belfast          | Egyesült Királyság | Odyssey Arena                             |
| 2009. április 23.    | Belfast          | Egyesült Királyság | Odyssey Arena                             |
| 2009. április 25.    | Manchester       | Egyesült Királyság | Manchester Evening News Arena             |
| 2009. április 26.    | Manchester       | Egyesült Királyság | Manchester Evening News Arena             |
| 2009. április 28.    | Newcastle        | Egyesült Királyság | Metro Radio Arena                         |
| 2009. április 29.    | Liverpool        | Egyesült Királyság | Echo Arena                                |
| 2009. május 1.       | London           | Egyesült Királyság | The O2                                    |
| 2009. május 2.       | London           | Egyesült Királyság | The O2                                    |
| 2009. május 4.       | London           | Egyesült Királyság | The O2                                    |
| Ausztrália           |                  |                    |                                           |
| 2009. május 22.      | Perth            | Ausztrália         | Burswood Dome                             |
| 2009. május 23.      | Perth            | Ausztrália         | Burswood Dome                             |
| 2009. május 26.      | Adelaide         | Ausztrália         | Adelaide Entertainment Centre             |
| 2009. május 27.      | Adelaide         | Ausztrália         | Adelaide Entertainment Centre             |
| 2009. május 30.      | Melbourne        | Ausztrália         | Rod Laver Arena                           |
| 2009. május 31.      | Melbourne        | Ausztrália         | Rod Laver Arena                           |
| 2009. június 3.      | Newcastle        | Ausztrália         | Newcastle Entertainment Centre            |
| 2009. június 4.      | Newcastle        | Ausztrália         | Newcastle Entertainment Centre            |
| 2009. június 6.      | Sydney           | Ausztrália         | Sydney Entertainment Centre               |
| 2009. június 7.      | Sydney           | Ausztrália         | Sydney Entertainment Centre               |
| 2009. június 9.      | Sydney           | Ausztrália         | Sydney Entertainment Centre               |
| 2009. június 10.     | Sydney           | Ausztrália         | Sydney Entertainment Centre               |
| 2009. június 12.     | Brisbane         | Ausztrália         | Brisbane Entertainment Centre             |
| 2009. június 13.     | Brisbane         | Ausztrália         | Brisbane Entertainment Centre             |
| 2009. június 15.     | Brisbane         | Ausztrália         | Brisbane Entertainment Centre             |
| 2009. június 16.     | Brisbane         | Ausztrália         | Brisbane Entertainment Centre             |
| 2009. június 18.     | Melbourne        | Ausztrália         | Rod Laver Arena                           |
| 2009. június 20.     | Melbourne        | Ausztrália         | Rod Laver Arena                           |
| 2009. június 21.     | Melbourne        | Ausztrália         | Rod Laver Arena                           |
| 2009. június 23.     | Melbourne        | Ausztrália         | Rod Laver Arena                           |
| 2009. június 24.     | Melbourne        | Ausztrália         | Rod Laver Arena                           |
| 2009. június 26.     | Sydney           | Ausztrália         | Sydney Entertainment Centre               |
| 2009. június 27.     | Sydney           | Ausztrália         | Sydney Entertainment Centre               |
| 2009. június 29.     | Sydney           | Ausztrália         | Sydney Entertainment Centre               |
| 2009. június 30.     | Sydney           | Ausztrália         | Sydney Entertainment Centre               |
| 2009. július 3.      | Newcastle        | Ausztrália         | Newcastle Entertainment Centre            |
| 2009. július 4.      | Newcastle        | Ausztrália         | Newcastle Entertainment Centre            |
| 2009. július 14.     | Melbourne        | Ausztrália         | Rod Laver Arena                           |
| 2009. július 15.     | Melbourne        | Ausztrália         | Rod Laver Arena                           |
| 2009. július 17.     | Sydney           | Ausztrália         | Sydney Entertainment Centre               |
| 2009. július 18.     | Sydney           | Ausztrália         | Sydney Entertainment Centre               |
| 2009. július 22.     | Brisbane         | Ausztrália         | Brisbane Entertainment Centre             |
| 2009. július 23.     | Brisbane         | Ausztrália         | Brisbane Entertainment Centre             |
| 2009. július 25.     | Brisbane         | Ausztrália         | Brisbane Entertainment Centre             |
| 2009. július 26.     | Brisbane         | Ausztrália         | Brisbane Entertainment Centre             |
| 2009. július 27.     | Brisbane         | Ausztrália         | Brisbane Entertainment Centre             |
| 2009. július 29.     | Melbourne        | Ausztrália         | Rod Laver Arena                           |
| 2009. július 30.     | Melbourne        | Ausztrália         | Rod Laver Arena                           |
| 2009. augusztus 1.   | Melbourne        | Ausztrália         | Rod Laver Arena                           |
| 2009. augusztus 2.   | Melbourne        | Ausztrália         | Rod Laver Arena                           |
| 2009. augusztus 4.   | Adelaide         | Ausztrália         | Adelaide Entertainment Centre             |
| 2009. augusztus 5.   | Adelaide         | Ausztrália         | Adelaide Entertainment Centre             |
| 2009. augusztus 7.   | Perth            | Ausztrália         | Burswood Dome                             |
| 2009. augusztus 8.   | Perth            | Ausztrália         | Burswood Dome                             |
| 2009. augusztus 10.  | Adelaide         | Ausztrália         | Adelaide Entertainment Centre             |
| 2009. augusztus 11.  | Adelaide         | Ausztrália         | Adelaide Entertainment Centre             |
| 2009. augusztus 13.  | Melbourne        | Ausztrália         | Rod Laver Arena                           |
| 2009. augusztus 14.  | Melbourne        | Ausztrália         | Rod Laver Arena                           |
| 2009. augusztus 16.  | Canberra         | Ausztrália         | AIS Arena                                 |
| 2009. augusztus 17.  | Canberra         | Ausztrália         | AIS Arena                                 |
| 2009. augusztus 19.  | Melbourne        | Ausztrália         | Rod Laver Arena                           |
| 2009. augusztus 20.  | Melbourne        | Ausztrália         | Rod Laver Arena                           |
| 2009. augusztus 22.  | Wollongong       | Ausztrália         | WIN Entertainment Centre                  |
| 2009. augusztus 23.  | Wollongong       | Ausztrália         | WIN Entertainment Centre                  |
| 2009. augusztus 25.  | Brisbane         | Ausztrália         | Brisbane Entertainment Centre             |
| 2009. augusztus 26.  | Brisbane         | Ausztrália         | Brisbane Entertainment Centre             |
| 2009. augusztus 28.  | Sydney           | Ausztrália         | Acer Arena                                |
| 2009. augusztus 29.  | Sydney           | Ausztrália         | Acer Arena                                |
| Észak-Amerika        |                  |                    |                                           |
| 2009. szeptember 15. | Seattle          | Egyesült Államok   | KeyArena                                  |
| 2009. szeptember 17. | San Jose         | Egyesült Államok   | HP Pavilion at San Jose                   |
| 2009. szeptember 18. | Los Angeles      | Egyesült Államok   | Staples Center                            |
| 2009. szeptember 20. | Glendale         | Egyesült Államok   | Jobing.com Arena                          |
| 2009. szeptember 23. | Dallas           | Egyesült Államok   | American Airlines Center                  |
| 2009. szeptember 24. | Houston          | Egyesült Államok   | Toyota Center                             |
| 2009. szeptember 26. | Rosemont         | Egyesült Államok   | Allstate Arena                            |
| 2009. szeptember 28. | Fairfax          | Egyesült Államok   | Patriot Center                            |
| 2009. szeptember 30. | Toronto          | Kanada             | Air Canada Centre                         |
| 2009. október 2.     | Boston           | Egyesült Államok   | TD Banknorth Garden                       |
| 2009. október 3.     | Philadelphia     | Egyesült Államok   | Wachovia Center                           |
| 2009. október 5.     | New York         | Egyesült Államok   | Madison Square Garden                     |
| Európa               |                  |                    |                                           |
| 2009. október 14.    | Dublin           | Írország           | The O2                                    |
| 2009. október 15.    | Dublin           | Írország           | The O2                                    |
| 2009. október 17.    | Belfast          | Egyesült Királyság | Odyssey Arena                             |
| 2009. október 18.    | Belfast          | Egyesült Királyság | Odyssey Arena                             |
| 2009. október 20.    | Glasgow          | Egyesült Királyság | Scottish Exhibition and Conference Centre |
| 2009. október 21.    | Glasgow          | Egyesült Királyság | Scottish Exhibition and Conference Centre |
| 2009. október 23.    | Manchester       | Egyesült Királyság | Manchester Evening News Arena             |
| 2009. október 24.    | Manchester       | Egyesült Királyság | Manchester Evening News Arena             |
| 2009. október 25.    | Manchester       | Egyesült Királyság | Manchester Evening News Arena             |
| 2009. október 27.    | Liverpool        | Egyesült Királyság | Echo Arena                                |
| 2009. október 28.    | Sheffield        | Egyesült Királyság | Sheffield Arena                           |
| 2009. október 30.    | Birmingham       | Egyesült Királyság | National Indoor Arena                     |
| 2009. október 31.    | Birmingham       | Egyesült Királyság | National Indoor Arena                     |
| 2009. november 2.    | Newcastle        | Egyesült Királyság | Metro Radio Arena                         |
| 2009. november 3.    | Nottingham       | Egyesült Királyság | Trent FM Arena Nottingham                 |
| 2009. november 5.    | Antwerpen        | Belgium            | Sportpaleis                               |
| 2009. november 7.    | Koppenhága       | Dánia              | Forum Copenhagen                          |
| 2009. november 9.    | Oslo             | Norvégia           | Oslo Spektrum                             |
| 2009. november 10.   | Stockholm        | Svédország         | Ericsson Globe                            |
| 2009. november 12.   | Helsinki         | Finnország         | Hartwall Areena                           |
| 2009. november 19.   | Prága            | Csehország         | O2 Arena                                  |
| 2009. november 20.   | Frankfurt        | Németország        | Festhalle                                 |
| 2009. november 22.   | München          | Németország        | Olympiahalle                              |
| 2009. november 23.   | Freiburg         | Németország        | Messe Freiburg                            |
| 2009. november 25.   | Stuttgart        | Németország        | Hanns-Martin-Schleyer-Halle               |
| 2009. november 26.   | Erfurt           | Németország        | Messe Erfurt                              |
| 2009. november 28.   | Düsseldorf       | Németország        | ISS Dome                                  |
| 2009. november 30.   | Oberhausen       | Németország        | König Pilsener Arena                      |
| 2009. december 2.    | Zürich           | Svájc              | Hallenstadion                             |
| 2009. december 3.    | Zürich           | Svájc              | Hallenstadion                             |
| 2009. december 5.    | Esch-sur-Alzette | Luxemburg          | Rockhal                                   |
| 2009. december 6.    | Rotterdam        | Hollandia          | The Ahoy                                  |
| 2009. december 8.    | London           | Egyesült Királyság | The O2                                    |
| 2009. december 10.   | London           | Egyesült Királyság | The O2                                    |
| 2009. december 12.   | Bréma            | Németország        | AWD Dome                                  |
| 2009. december 13.   | Dortmund         | Németország        | Westfalenhalle                            |
| 2009. december 15.   | Genf             | Svájc              | SEG Geneva Arena                          |
| 2009. december 17.   | Bécs             | Ausztria           | Wiener Stadthalle                         |
| 2009. december 19.   | Stuttgart        | Németország        | Hanns-Martin-Schleyer-Halle               |
| 2009. december 20.   | Hannover         | Németország        | TUI Arena                                 |

## Jegyeladási adatok
| Helyszín                         | Ország       | Jegy eladva / Összes jegy | Bevétel     |
| -------------------------------- | ------------ | ------------------------- | ----------- |
| Palais Nikaia                    | Nice         | 8,134 / 8,500 (96%)       | $418,904    |
| Sportpaleis                      | Antwerpen    | 15,948 / 16,234 (98%)     | $768,137    |
| The Ahoy                         | Rotterdam    | 30,916 / 30,916 (100%)    | $1,925,797  |
| Palais Omnisports de Paris-Bercy | Párizs       | 16,488 / 16,488 (100%)    | $912,420    |
| The O2                           | London       | 92,918/ 93,590 (99%)      | $4,740,905  |
| Burswood Dome                    | Perth        | 70,613 / 73,044 (97%)     | $5,675,332  |
| Adelaide Entertainment Centre    | Adelaide     | 52,471 / 55,470 (95%)     | $4,283,421  |
| Rod Laver Arena                  | Melbourne    | 214,956 / 222,214 (96%)   | $17,234,669 |
| Newcastle Entertainment Centre   | Newcastle    | 29,021 / 29,492 (98%)     | $2,372,605  |
| Sydney Entertainment Centre      | Sydney       | 116,772 / 120,344 (97%)   | $9,538,321  |
| Brisbane Entertainment Centre    | Brisbane     | 136,114 / 142,800 (95%)   | $11,277,153 |
| AIS Arena                        | Canberra     | 9,499 / 9,737 (98%)       | $936,990    |
| WIN Entertainment Centre         | Wollongong   | 10,730 / 11,007 (98%)     | $1,059,814  |
| Acer Arena                       | Sydney       | 29,648 / 29,648 (100%)    | $3,066,820  |
| KeyArena                         | Seattle      | 12,580 / 12,580 (100%)    | $369,858    |
| HP Pavilion at San Jose          | San Jose     | 13,058 / 13,058 (100%)    | $512,092    |
| Staples Center                   | Los Angeles  | 12,751 / 12,751 (100%)    | $675,718    |
| Jobing.com Arena                 | Glendale     | 14,039/ 14,039 (100%)     | $495,086    |
| American Airlines Center         | Dallas       | 13,195 / 13,195 (100%)    | $448,718    |
| Toyota Center                    | Houston      | 8,563 / 8,563 (100%)      | $393,197    |
| Allstate Arena                   | Rosemont     | 14,472 / 14,472 (100%)    | $688,569    |
| Patriot Center                   | Fairfax      | 6,565 / 6,565 (100%)      | $278,594    |
| Air Canada Centre                | Toronto      | 15,193 / 15,193 (100%)    | $878,461    |
| Wachovia Center                  | Philadelphia | 15,370 / 15,370 (100%)    | $674,862    |
| Madison Square Garden            | New York     | 15,056 / 15,056 (100%)    | $909,149    |
|                                  | TOTAL        | 975,070 /1,000,326 (98%)  | $70,535,592 |

## Felvételek
DVD és CD formájában a turné július 17-én és 18-án került felvételre az ausztráliai Sydney-ben. A DVD-re felkerült az "It's All Your Fault" és az "Ave Mary A" is. A Pink: Live in Australia 2009. október 14-én jelent meg Ausztráliában.
A koncertfilmet 2010. január 1-jén a VH1 csatornán is vetítették.

## Fordítás
- Ez a szócikk részben vagy egészben  a   Funhouse Tour című angol Wikipédia-szócikk fordításán alapul.  Az eredeti cikk szerkesztőit annak laptörténete sorolja fel. Ez a jelzés csupán a megfogalmazás eredetét és a szerzői jogokat jelzi, nem szolgál a cikkben szereplő információk forrásmegjelöléseként.